# Pulsojato

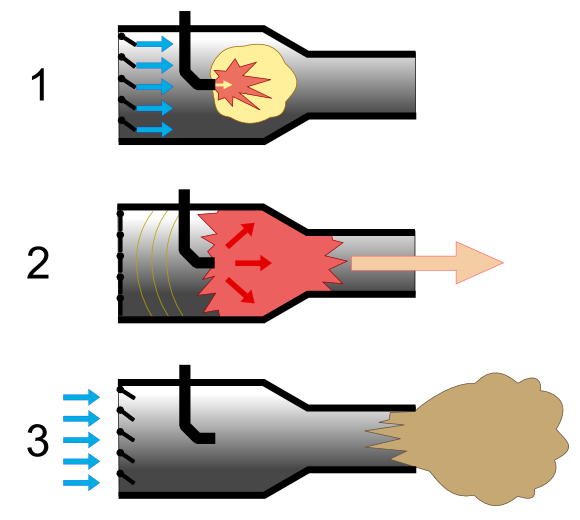
Diagrama de um pulsojato

Um motor pulsojato (ou pulso jato) é um tipo de motor a reação na qual a combustão ocorre em "pulsos". Um motor pulsojato pode ser feito com ou sem partes móveis, e é capaz de rodar estaticamente (não precisa ter ar forçado em sua entrada, como quando se movimenta para frente).
Os motores pulsojato são uma versão leve de propulsão a jato, mas normalmente tem uma taxa de compressão ruim, resultando em um baixo impulso específico.
Uma linha de pesquisa notável de motores pulsojato incluem o motor de detonação por pulsos, que envolve detonações repetidas em um motor, o qual potencialmente fornece uma alta compressão e uma eficiência razoavelmente boa.

## Tipos
Existe dois tipos principais de motores pulsojato, ambos utilizando uma combustão ressonante e aproveita os produtos de combustão em expansão para formar um jato pulsante, produzindo empuxo intermitentemente.

### Pulsojatos com válvulas
Os pulsojatos com válvulas utilizam uma válvula mecânica para controlar o fluxo de ar na saída do motor, forçando o gás quente sair pela parte de trás apenas, permitindo que apenas um ar limpo e mais combustível entrem pela tomada de ar.
Este tipo possui uma tomada de ar e uma válvula unidirecional. A válvula evita que o gás explosivo da mistura na câmara de combustão saia e atrapalhe a entrada de ar pela tomada de ar, apesar de todos os pulsojatos com válvula terem um certo "recuo" quando funcionando estaticamente ou em baixas velocidades, pelo fato das válvulas não conseguirem fechar rápido o suficiente evitando que o gás saia pela entrada. Os gases de exaustão aquecidos saem através de um escape acusticamente ressoante.
A válvula da tomada de ar é comumente uma válvula reed. As duas configurações mais comuns são a válvula daisy e a grade de válvula retangular. Uma válvula "daisy" consiste em uma fina folha de material para agir como uma a reed, cortada em um formato de uma margarida estilizada com "pétalas" que aumentam. Cada "pétala" cobre um furo circular em sua ponta. A válvula daisy é aparafusada com o tubo de distribuição através de seu centro. Apesar de ser mais fácil de construir em escala pequena, é menos efetiva do que uma grade de válvula.

### Pulsojatos sem válvulas
Os pulsojatos sem válvulas não possuem partes móveis e apenas utilizam sua geometria para controlar o fluxo da exaustão do motor. Este tipo expele gases de exaustão tanto pela tomada de ar como pelo escape, apesar de que a maioria tenta fazer com que os gases saiam pelo escape para uma propulsão mais eficiente.
Este modelo opera no mesmo princípio que um com válvula, mas a "válvula" é a geometria do motor. O combustível, como um gás ou uma pulverização líquida atomizada, ou é misturado com o ar na tomada de ar ou injetado diretamente na câmara de combustão. Para ligar o motor, normalmente é necessário uma fonte de ar para a ignição e uma fonte de ignição, tal como uma vela, para a mistura ar-combustível. Com os modernos projetos de motores, quase todos podem se auto-iniciar tendo combustível e uma faísca de ignição, sem ar comprimido. Uma vez ligado, o motor apenas requer combustível para se manter no ciclo de combustão.

## História
O inventor e oficial de artilharia russo N. Teleshov patenteou um motor pulsojato em 1864 enquanto o inventor sueco Martin Wiberg também diz ter inventado o primeiro pulsojato, mas não fica claro quem foi o primeiro.
O primeiro pulsojato funcional foi patenteado em 1906 pelo engenheiro russo V.V. Karavodin, que finalizou o modelo em 1907.
O inventor francês Georges Marconnet patenteou seu projeto de pulsojato sem válvulas em 1908 e Ramon Casanova de Ripoll, Espanha patenteou um pulsojato em Barcelona no ano de 1917, tendo construído um com início em 1913. Robert Goddard inventou um motor pulsojato em 1931 e o demonstrou em uma bicicleta.
O engenheiro Paul Schmidt fez um modelo mais eficiente baseado na modificação das válvulas da tomada de ar (ou flaps), recebendo suporte governamental do Ministério do Ar Alemão em 1933.

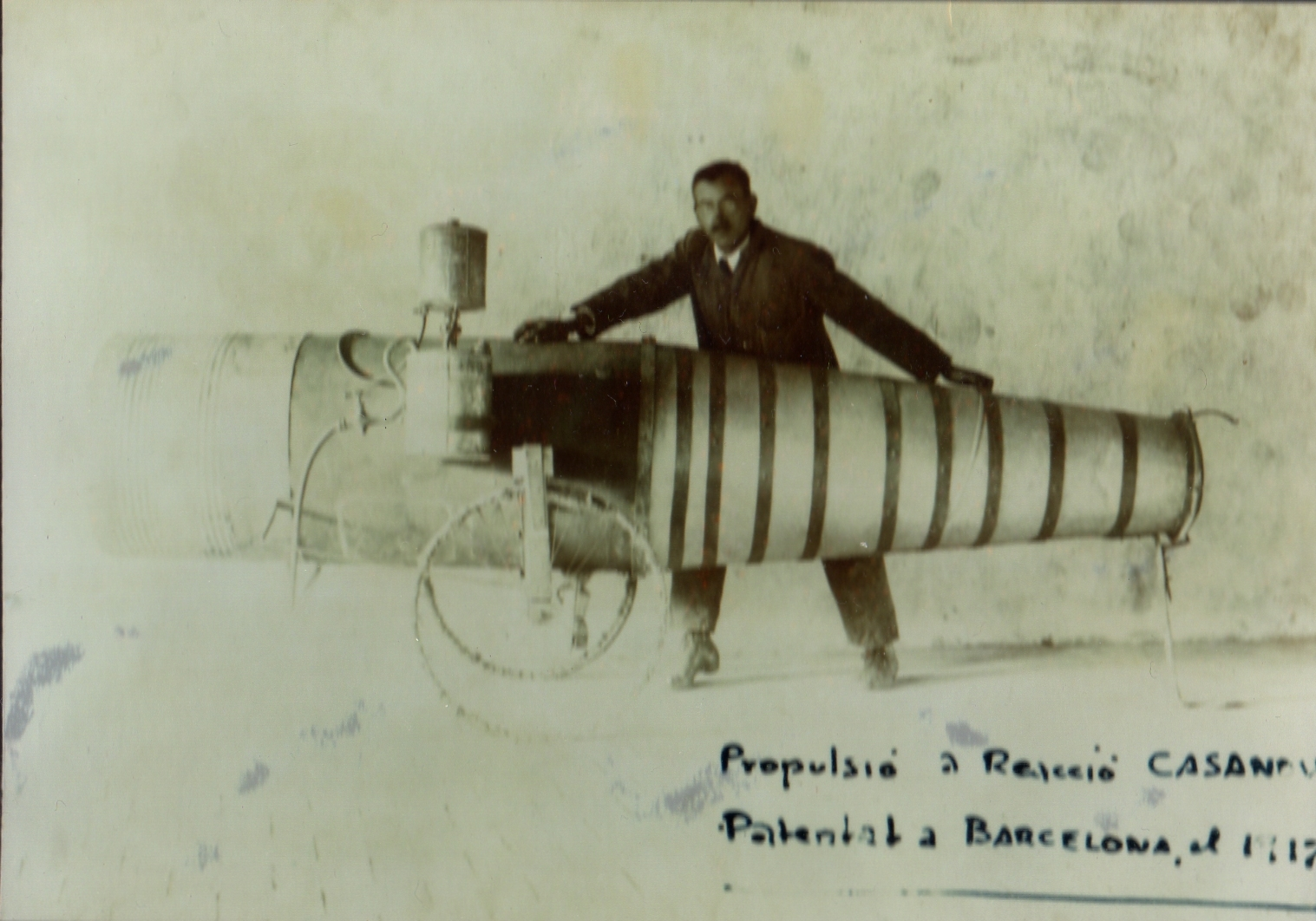
Ramon Casanova e o motor pulsojato que construiu e patenteou em 1917

### Argus As 109-014

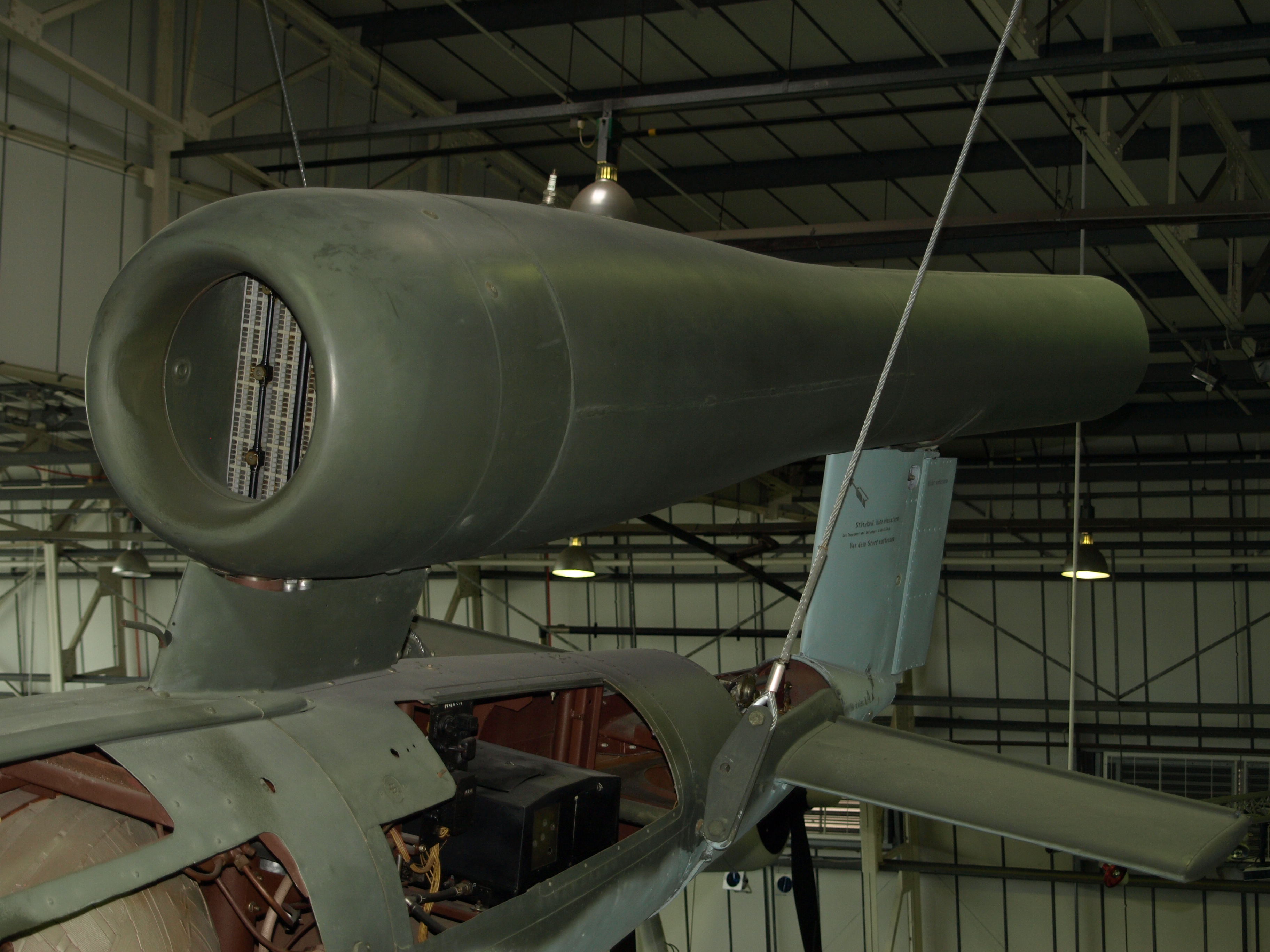
Argus As 014 em uma V-1 no Museu da Força Aérea Real em Londres

Em 1934, Georg Madelung e Paul Schmidt propuseram ao Ministério da Aviação do Reich uma "bomba voadora" motorizada com o pulsojato de Schmidt. O protótipo de bomba de Schmidt falhou em atingir as espeficações do Reich, especialmente devido a pouca precisão, alcance e um alto custo. O projeto original de Schmidt tinha o pulsojato colocado em uma fuselagem de maneira similar a caças modernos, diferente do V-1 que tinha o motor sobre a ogiva e a fuselagem.
A Argus iniciou os trabalhos baseado no trabalho de Schmidt. Outros fabricantes alemães trabalhando em pulsojatos similares e bombas voadoras foram a Askania, Robert Lusser da Fieseler, Dr. Fritz Gosslau da Argus e a Siemens AG, combinando seus esforços para desenvolver a V-1.
Com Schmidt trabalhando agora para a Argus, o pulsojato foi aprimorado e ficou conhecido oficialmente por sua designação do MAR Argus As 109-014. Sua primeira utilização sem motor ocorreu em Peenemünde no dia 28 de Outubro de 1942 e o primeiro voo motorizado em 10 de Dezembro de 1942.
O pulsojato foi avaliado e tinha um bom custo-benefício: um projeto simples que desempenhava bem seu trabalho a um custo mínimo. Poderia ser utilizado qualquer combustível baseado em petróleo e o sistema de ignição foi feito para durar menos que a vida operacional de voo da V-1, de cerca de uma hora. Apesar de gerar empuxo insuficiente para uma decolagem, o jato ressonante da V-1 poderia operar de forma estacionária em uma rampa de lançamento. O desenho simples baseado na taxa (8.7:1) do diâmetro em relação ao comprimento do cano de exaustão funcionava para perpetuar o ciclo de combustão, tendo uma frequência de ressonância estável de 43 ciclos por segundo. O motor produzia 2 200 N (495 lbf) de empuxo estático e cerca de 3 300 N (742 lbf) em voo.
A ignição no As 014 era provida por uma única vela automotiva, montada aproximadamente 75 cm (29,5 in) atrás das válvulas. A vela apenas operava na sequência de partida do motor; o Argus As 014, como todos os pulsojatos, não requeriam bobinas ou magnetos para a ignição — a fonte de ignição era a explosão anterior. Os motores não forneciam calor suficiente para causar a ignição do diesel, pois a compressão dentro de um motor pulsojato é insignificante.
As válvulas do Argus As 014 eram baseadas em um sistema que operava de 43 a 45 ciclos por segundo.
Três bocais de ar na frente do motor eram conectados a uma fonte externa de alta pressão para dar partida no motor. O combustível utilizado na ignição era acetileno, com os técnicos tendo que colocar um defletor de madeira ou papelão no cano de exaustão para impedir que o acetileno se espalhasse antes da completa ignição. Uma vez que o motor tenha se iniciado e uma temperatura de operação mínima era atingida, os conectores e mangueiras externas eram removidas.
A V-1, sendo um míssil de cruzeiro, não possuía trem de pouso, sendo lançados em uma rampa inclinada auxiliado por uma catapulta a vapor. O vapor era gerado por uma reação química exotérmica violenta, criada quando há a combinação de peróxido de hidrogênio e permanganato de potássio (denominados T-Stoff e Z-Stoff).
O principal uso militar do motor pulsojato, com o volume de produção do Argus As 014 (o primeiro pulsojato em produção massiva), foi na bomba voadora V-1. O característico ruído do motor fez com que a V-1 recebesse os apelidos "bomba de zumbido" e "formiga-leão". O V-1 foi um míssil de cruzeiro alemão utilizado na Segunda Guerra Mundial, mais conhecido pelos bombardeios em Londres em 1944. Os motores pulsojatos, sendo baratos e fáceis de construir, eram a escolha óbvia para a V-1, dada a falta de materiais na Alemanha e a indústria sobrecarregada durante a guerra. Os projetistas de mísseis de cruzeiro modernos não escolheram utilizar os motores pulsojatos, preferindo turbojatos ou foguetes. Outro uso do pulsojato foi em no projeto experimental Einpersonnenfluggerät para o Wehrmacht alemão.
Os funcionários da Wright utilizaram a engenharia reversa da V-1 dos restos de uma que falhou em detonar no Reino Unido. O resultado foi a criação da JB-2 Loon, com a estrutura sendo construída pela Republic Aviation Company e uma reprodução do motor Argus As 014, conhecido pela designação americana PJ31, sendo fabricado pela Ford Motor Company. 
O General Hap Arnold das Forças Aéreas do Exército dos Estados Unidos estava preocupado que esta arma poderia ser construída de aço e madeira, em 2.000 homem-horas a um custo aproximado de US$600 (em 1943).

## Operação

Animação de um motor pulsojato

Os motores pulsojato são caracterizados por sua simplicidade, baixo custo de construção e altos níveis de ruído. Enquanto que a taxa empuxo-peso é excelente, o consumo específico é muito ruim. O pulsojato utiliza o Ciclo Lenoir no qual, faltando um compressor externo como o pistão do Ciclo de Otto ou a turbina de compressão do Ciclo Brayton, a compressão ocorre através da ressonância acústica em um tubo. Isto limita a taxa de pressão pré-combustão, em cerca de 1.2 a 1..
Os altos níveis de ruído o tornam impraticáveis para outro uso a não ser militar e outras aplicações restritas. Entretanto, os pulsojatos são outilizados em larga escala em sistemas de secagem industrial e há estudos sendo feitos para aplicações como aquecimento, conversão de biomassa e sistemas de energia alternativos, pelo fato do pulsojato poder funcionar com quase tudo que queima, incluindo combustíveis em partículas como serragem ou pó de carvão.
Os pulsojatos têm sido usados em helicópteros experimentais, sendo colocados na ponta dos rotores. Ao fornecer energia para os rotores do helicóptero, os pulsojatos tem a vantagem sobre motores a turbina ou pistão por não gerarem torque na fuselagem, uma vez que não aplicam força no eixo, mas "empurram" as pás. Um helicóptero pode então ser construído sem um rotor de cauda e seus sistemas associados, simplicando a aeronave (entretanto o cíclico e o coletivo ainda são necessários). Este conceito vem sido considerado desde 1947 quando a American Helicopter Company iniciou o projeto do protótipo XA-5 Top Sergeant motorizado com pulsojatos nas extremidades do rotor. O primeiro voo do XA-5 ocorreu em Janeiro de 1949, sendo seguido pelo XA-6 Buck Private com o mesmo projeto de pulsojato. Também em 1949 a Hiller Helicopters construiu e testou o Hiller Powerblade, o primeiro rotor de jato com pressão de ciclo quente do mundo. Hiller alterou seu projeto e colocou ramjets na ponta do rotor, mas a American Helicopter continuou a desenvolver o XA-8 em um contrato firmado com o Exército dos Estados Unidos. Este voou pela primeira vez em 1952 e ficou conhecido como XH-26 Jet Jeep. Utilizava pulsojatos XPJ49 montado nas extremidades do rotor. O XH-26 atingiu os objetivos do projeto mas o Exército cancelou o projeto devido ao nível inaceitável de ruído dos pulsojatos e o fato de o arrasto dos pulsojatos na ponta do rotor tornarem os pousos em autorrotação muito problemáticos. A propulsão na ponta do rotor reduzia o custo de produção de aeronaves de asa rotativa em 1/10 em relação às motorizadas de maneira convencional.
Os pulsojatos também tem sido usados em aeronaves controladas por controle remoto. A velocidade recorde de uma aeronave deste modelo é de mais de 323 km/h.
Um pulsojato livre controlado por controle remoto é limitado pelo desenho da tomada de ar do motor. A cerca de 450 km/h a maior parte dos sistemas de válvulas dos motores equipados com válvulas param de fechar completamente devido a pressão do ar de impacto, resultando em perda de desempenho.
A geometria varíavel da tomada de ar permite que o motor produza empuxo total em várias velocidades, ao otimizar a tomada de ar para qualquer velocidade que o ar esteja entrando. Os projetos sem válvulas não são negativamente afetados pela pressão do ar de impacto como em outros projetos, pois não são feitos para parar o fluxo da tomada de ar, podendo aumentar significativamente o empuxo com a velocidade..
Outra característica dos motores pulsojato é que seu empuxo pode ser aumentado por um duto especialmente formatado atrás do motor. O duto trabalha como uma asa anular, que iguala o empuxo pulsante ao espremer as forças aerodinâmicas na exaustão do pulsojato. O duto, tipicamente chamado de "ampliador", pode aumentar significativamente o empuxo de um pulsojato sem consumo adicional de combustível. Ganhos de até 100% em empuxo são possíveis, resultando em uma eficiência muito maior de combustível. Entretanto, quando maior o duto, mais arrasto ele produz, sendo efetivo em algumas velocidades específicas.